# ایده‌های فرگشتی رنسانس و روشنگری
ایده‌های فرگشتی در دوره‌های رنسانس و روشنگری در زمانی که تاریخ طبیعی در طول سده‌های ۱۷ و ۱۸ گسترش یافت، پیچیده‌تر شد و انقلاب علمی و ظهور فلسفه مکانیکی، دیدن جهان طبیعی به‌عنوان ماشینی با قابلیت کار تجزیه و تحلیل را تشویق کرد. اما ایده‌های فرگشتی در اوایل سدهٔ ۱۸ ماهیتی مذهبی و معنوی داشتند. در نیمه دوم سدهٔ هجدهم، ایده‌های مادی‌گرایانه‌تر و صریح‌تری دربارهٔ فرگشت زیست‌شناختی، با افزوده شدن رشته‌های بیشتری در تاریخ اندیشه فرگشتی، پدیدار شدند.